# Les línies tortes de Déu
Les línies tortes de Déu (títol original en castellà, Los renglones torcidos de Dios) és una pel·lícula espanyola estrenada el 6 d'octubre de 2022, dirigida per Oriol Paulo i basada en el llibre homònim de Torcuato Luca de Tena. S'ha doblat al català per a TV3.

## Sinopsi
L'Alice Gould, investigadora privada, ingressa en un hospital psiquiàtric simulant una paranoia per a recollir proves del cas en el qual treballa: la mort d'un intern en circumstàncies poc clares. No obstant això, la realitat a la qual s'enfrontarà en el seu tancament superarà les seves expectatives i posarà en dubte el seu propi seny. Un món desconegut i apassionant es mostrarà davant els seus ulls. El curs que prendran els esdeveniments li farà passar de detectiu a sospitosa en un joc de pistes mestre, en el qual res és el que sembla.

## Repartiment
- Bárbara Lennie com a Alice Gould
- Eduard Fernández com a Samuel Alvar
- Loreto Mauleón com a Monserrat Castell
- Javier Beltrán com a Dr. César Arellán
- Pablo Derqui com a Ignacio Urquieta
- Samuel Soler com a Rómulo
- Federico Aguado
- Adelfa Calvo
- Antonio Buil
- Francisco Javier Pastor com a Home Elefant

## Producció

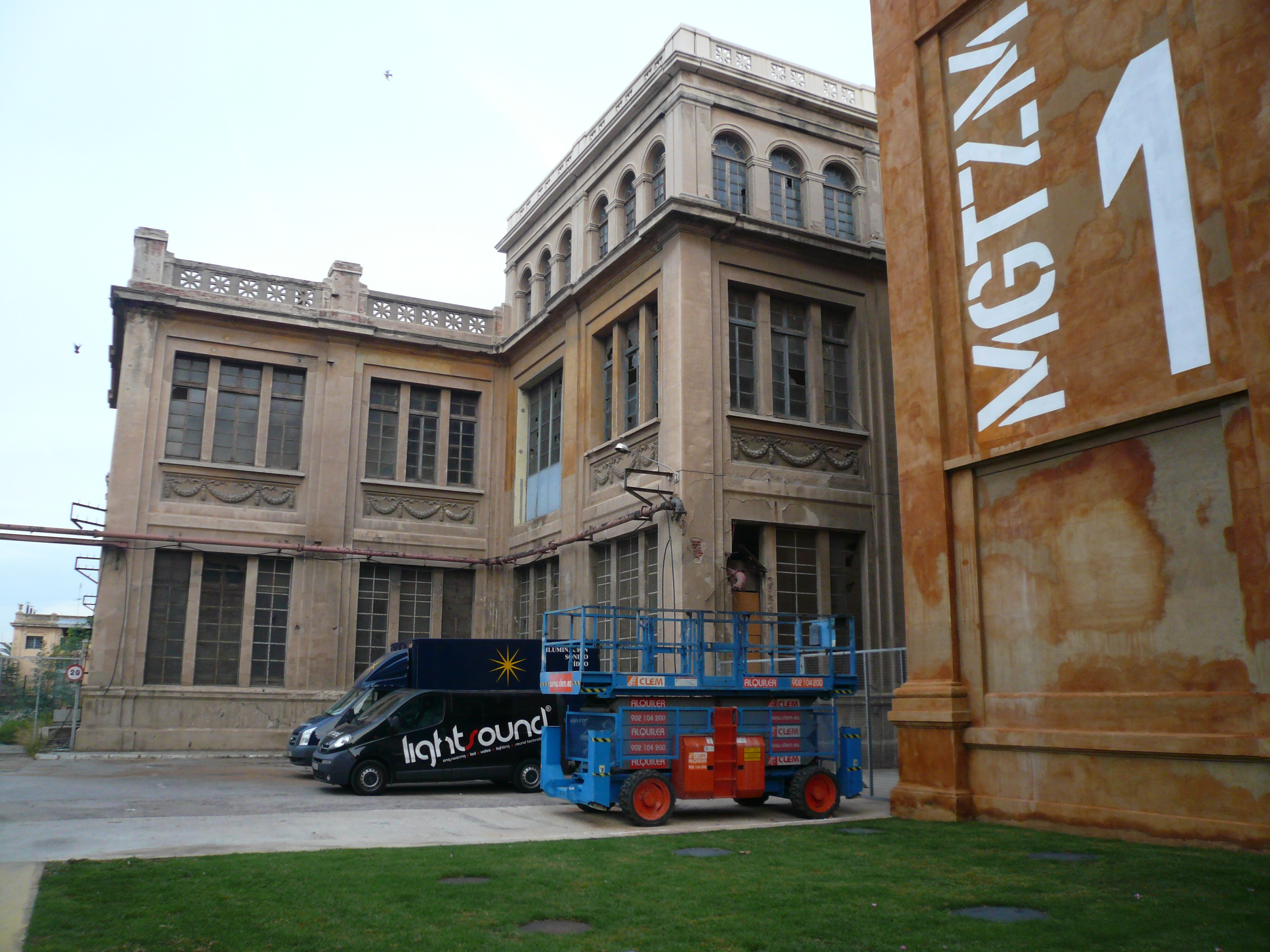
La Tabacalera de Tarragona és una de les localitzacions de la pel·lícula.

La pel·lícula està basada en la novel·la homònima de 1979 de Torcuato Luca de Tena, encara que ja existia una altra pel·lícula mexicana de 1983 amb el mateix nom. Dirigida per Oriol Paulo, va ser anunciada el setembre de 2020, moment en el qual es va confirmar que Bárbara Lennie seria la protagonista (Alice Gould). El rodatge va començar el 10 de maig de 2021 i es va anunciar a Eduard Fernández com l'altre protagonista (Samuel Alvar). El repartiment es completa amb Loreto Mauleón, Javier Beltrán, Pablo Derqui, Federico Aguado i Adelfa Calvo, entre d'altres. El rodatge va finalitzar el 27 de juliol del mateix any i va entrar en l'etapa de muntatge per a ser estrenada el 2022.